# 強尼·威特沃斯
強尼·威特沃斯（英語：Johnny Whitworth，1975年10月31日—）是美國的一位演員。他最著名的作品是在電影3D惡靈戰警：復仇時刻。此外他也參與演出過地球百子等電視劇。